# Bruno Lösche
Bruno Lösche (* 24. Oktober 1898 in Magdeburg; † 10. Dezember 1963 in Berlin) war ein deutscher Politiker (SPD).

## Leben

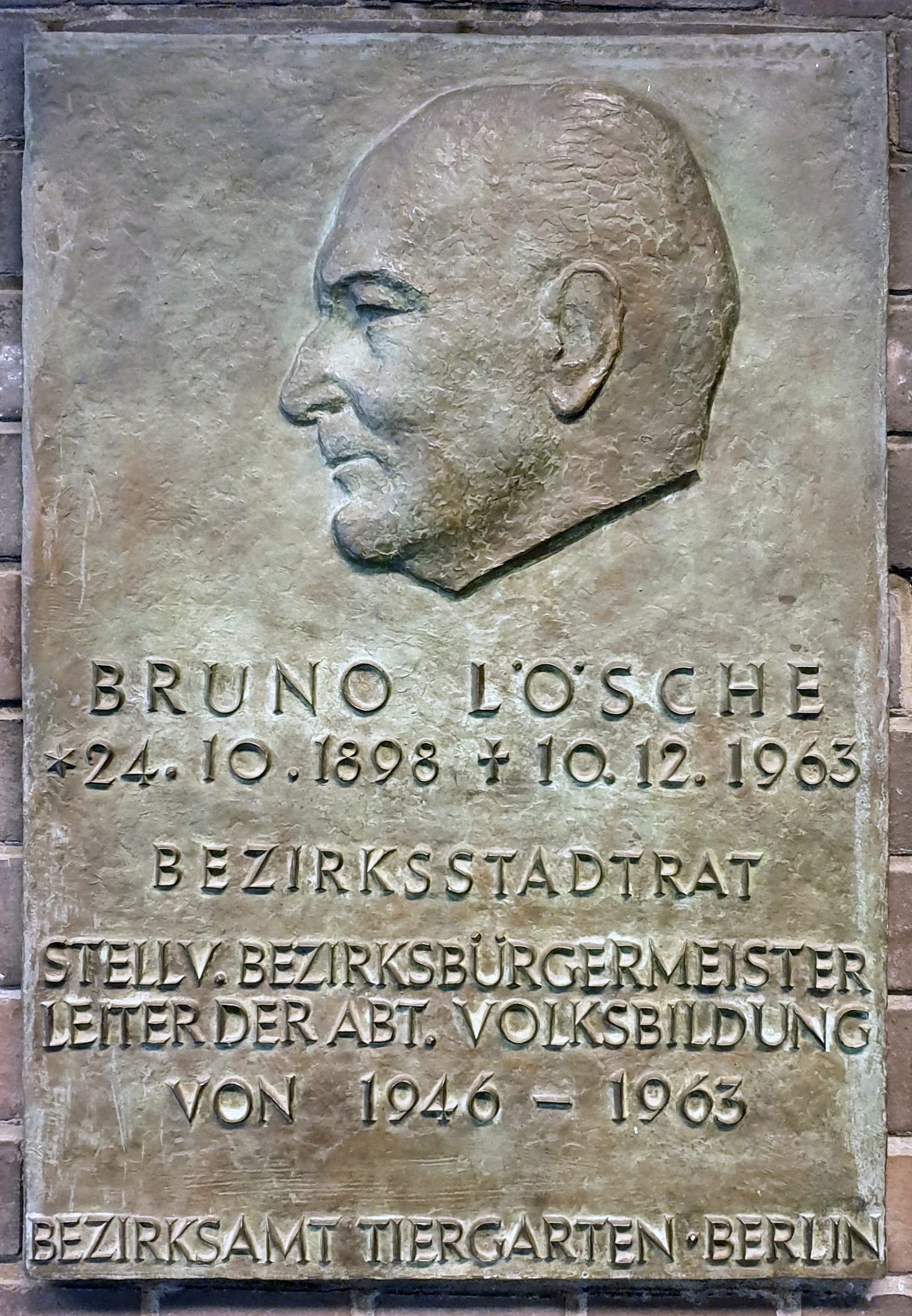
Gedenktafel Perleberger Straße 33, in Berlin-Moabit

Lösche, gelernter Schriftsetzer, trat bereits in jungen Jahren der SAJ und der SPD bei. Als Parteisekretär der SPD gab er ab 1932 die Zeitung „Die rote Ebert-Siedlung“ heraus. Die Friedrich-Ebert-Siedlung war die sozialdemokratische Hochburg im Wedding. Ab 1933 vertrieb Lösche illegales Propagandamaterial. Auf dem illegalen SPD-Parteitag im Frühjahr 1933 im Versammlungslokal „Neuen Welt“ in der Neuköllner Hasenheide wurde er in den illegalen Parteivorstand der SPD gewählt.
Am 22. Juni 1933 wurde Lösche verhaftet und ins KZ Brandenburg verbracht. Nach mehreren Monaten Haft wurde er entlassen, im Dezember 1933 erneut mehrmals vernommen. Er verhalf – obwohl selbst gefährdet – jüdischen Parteifreunden (u. a. Georg Mendelssohn) zur Flucht und fand über die Anlaufstelle im Milchladen von Max Fechner wieder Verbindung zur illegalen SPD.
Von 1946 bis 1963 förderte er als Stadtrat für Volksbildung das öffentliche Büchereiwesen im Berliner Bezirk Tiergarten. Von November 1948 bis 1951 gehörte er der Berliner Stadtverordnetenversammlung an.
Bruno Lösche war seit 1924 verheiratet mit Dora Lösche (1906–1985), geborene Ludwig. Aus der Ehe ging der Politikwissenschaftler Peter Lösche hervor.

## Ehrungen
Am 10. Dezember 1964 wurde die Hauptbibliothek des Bezirkes Tiergarten nach Bruno Lösche benannt, siehe Bruno-Lösche-Bibliothek.